# علي بن غانم الهاجري
علي بن غانم الهاجري هو عالم صينيات وكاتب ومؤرخ ودبلوماسي قطري شغل عدَّة مناصب في وزارة الخارجية القطرية، ويشغل حاليًا منصب سفير دولة قطر لدى نيجيريا وسفير غير مقيم دولة قطر لدى كل من الكاميرون والغابون وساو تومي وبرينسيب.
ألّف الهاجري عددًا من الكتب المنشورة وغير المنشورة في التاريخ والسياسة والاقتصاد وعلم الصينيات، وتُرجمت هذه الأعمال إلى أكثر من اثنتا عشرة لغة.

## المؤهلات العلمية
حصل الهاجري على شهادة البكالوريوس في الحقوق من الأردن، وعلى شهادة الماجستير في قانون التجارة الأوروبي الدولي من جامعة غلاسكو في المملكة المتحدة سنة 2006م، وعلى شهادة الماجستير في إدارة الأعمال والتخطيط الاستراتيجي من جامعة كارديف ويلز في المملكة المتحدة سنة 2013م، وعلى شهادة الدكتوراه في العلوم السياسية من الجامعة الإسلامية العالمية في ماليزيا سنة 2018م.

## المسيرة الدبلوماسية
بدأ الهاجري مسيرته الدبلوماسية في وزارة الخارجية بدولة قطر حيث تولى مهام مختلفة، بما فيها العمل في مكتب وزير الخارجية. وبعد ذلك التحق بسفارات دولة قطر في لندن، المملكة المتحدة، ومدريد في إسبانيا. وباعتباره دبلوماسياً في إسبانيا، أسهم الهاجري في مبادرات ثقافية من بينها إنشاء "البيت الأندلسي للدراسات الأدبية والتاريخية"، الذي يهتم بترجمة وطباعة الكتب والأبحاث الأدبية والتاريخية عن علماء الأندلس مثل لسان الدين بن الخطيب والحاجب المنصور وغيرهما.
ومع فتح القنصلية القطرية في قوانغتشو، أصبح الهاجري أول قنصل عام لدولة قطر في المنطقة حيث تولى ذلك المنصب لعدة سنوات بعد ذلك. وبصفته قنصلاً عاماً في مدينة قوانغتشو الصينية، أطلق الهاجري مبادرات ثقافية مختلفة أهمها مبادرة "الأدب العربي وطريق الحرير" التي تشمل أبحاثه ومؤلفاته عن الصين وتاريخه. وصلت هذه المبادرة إلى أكثر من 200 جامعة صينية في شكل ترجمات وأبحاث. 
أصبح علي بن غانم سفيراً فوق العادة ومفوضاً لدولة قطر لدى نيجيريا،  والكاميرون،  والغابون وساوتومي وبرينسيبي